# Едем (трилогія)
«Едем» — альтернативно-історична трилогія Гаррі Гаррісона, що описує історію світу, в якому динозаври не вимерли внаслідок падіння астероїда, а еволюціонували у розумних істот і створили розвинуту біологічну цивілізацію — іілан. Вони стикаються з людьми, що перебувають на стадії мезоліту-неоліту. Головний герой — син вождя людей Керрік, після винищення племені якого ііланами він потрапляє до них у полон, вивчає їхню мову та врешті тікає, щоб допомогти своєму народові в боротьбі з ііланами.

## Книги трилогії
- Захід Едему (West of Eden) (1984)
- Зима в Едемі (Winter in Eden) (1986)
- Повернення до Едему (Return to Eden) (1989)

До циклу включено також оповідання «Зоря нескінченної ночі» (Dawn of the Endless Night) (1992), в якому описана загибель динозаврів і розумних іілан в нашому світі 65 млн років тому.

## Історія написання
Автор під час роботи над романами звертався до робіт експертів з біологічних, лінгвістичних і філософських питань. Деякі наукові уточнення також включено у список додатків до циклу. Так, біологія іілан описана в роботі доктора Джека Кохена; мови іілан, саску, парамутанів і марбак — в роботі професора Т. А. Шіппі; філософія «Дочок Життя» була описана при активній співпраці з доктором Робертом Е. Маєрсом.

## Опис світу

### Цивілізація іілан
Дія роману відбувається в альтернативної реальності, де 65 мільйонів років тому астероїд так і не впав на землю, завдяки чому динозаври не вимерли і продовжили панувати над Землею. Згодом мозазаври еволюціонували в розумну расу рептилоїдів під назвою «іілани». Відкривши методи розщеплення і зрощування генних ланцюжків, вони створили розвинену біологічну цивілізацію, в якій панують самки, а самці лише виношують яйця в спеціальних сумках. 
Зріла молодь потрапляє до океану, де, виростаючи, виходить з нього і поповнює ряди касти фаргі. Мова іілан дуже складна, і тільки частина фаргів повністю опановують нею та стають ііланами, інші використовуються як рабська сила або стають вигнанцями. Іілани живуть у містах, правителі яких (ейстаа) володіють абсолютною владою. Самці живуть в ув'язненні в ханані — подобі в'язниці, звідки вони можуть вийти тільки на «пологові пляжі» для розмноження. Життя поза міста для іілан немислиме. Серед іілан з'являється вчення пророка Угуненапси. Це вчення нагадує анархо-комунізм, його прибічниці Дочки Життя заперечують владу ейстаа і взагалі перевагу кого-небудь над іншими, вчення ґрунтується на рівності і взаємодопомозі. Іілани переслідують Дочок Життя.

### Зіткнення цивілізацій
Лише в Північній Америці, в якій не було ні динозаврів, ні іілан, живуть розвинені ссавці, що еволюціонували в людиноподібних розумних приматів. Вони не можуть бути справжніми людьми, адже предки людини розумної еволюціонували на території Африки, але в романі ці істоти фігурують як «люди». Почався льодовиковий період, тану (самоназва одного з народів людей) в пошуках їжі доводиться воювати один з одним або йти на південь, де живуть мургу (рептилії). Настають холоди також і на міста іілани в Африці і Європі, тому вони починають колонізувати Північну Америку. Між іланами і тану починається війна.